# Опеченський Рядок
Опеченський Рядок (рос. Опеченский Рядок) — присілок у Боровицькому районі Новгородської області Російської Федерації.
Населення становить 253 особи. Належить до муніципального утворення Опеченське сільське поселення.

## Історія
До 1927 року населений пункт перебував у складі Новгородської губернії. У 1927-1944 роках перебував у складі Ленінградської області.
Орган місцевого самоврядування від 2010 року — Опеченське сільське поселення.

## Населення
| 2010 |
| ---- |
| 253  |